# Víctor Alonso
Víctor Alonso Fernández (* 15. April 1915 in Punta Arenas; † 28. Mai 1977) war ein chilenischer Fußballspieler. Der Stürmer gewann mit Universidad de Chile 1940 den ersten Meistertitel der Klubhistorie und wurde in diesem Jahr Torschützenkönig.

## Karriere
Víctor Alonso arbeitete in Punta Arenas in einem Sägewerk und spielte in seiner Freizeit oft Fußball, sofern das Wetter dies zuließ. Als junger Erwachsener zog er zum Studium nach Santiago de Chile, wo er sich an der Universidad de Chile für Jura einschrieben ließ. Alonso kam bereits mit einem gebrochenen Bein in die Hauptstadt und ihm wurde geraten, keinen Sport mehr zu treiben. Dennoch begann er in der Universitätsmannschaft aufzulaufen und gewann 1935 die Amateurmeisterschaft der División de Honor und die Meisterschaft der Serie B. Mit Unión Española ging er 1935 zudem auf Reise, um internationale Spiele zu bestreiten. 1936 wechselte der Stürmer zu Santiago Morning, wo er mit Nationalstürmer Raúl Toro in der Sturmspitze spielte. 1939 kehrte Alonso zu La U zurück, wo er im Folgejahr seinen größten Erfolg als Spieler feierte. Die Universitätsmannschaft gewann den ersten Meistertitel der Primera División in der Vereinsgeschichte und der Offensivakteur wurde gemeinsam mit Pedro Valenzuela vom CD Magallanes mit 20 Treffern Torschützenkönig. 1942 beendete er seine Profikarriere, blieb Universidad de Chile aber noch ein paar Jahre in anderen Funktionen erhalten.

## Erfolge
Universidad de Chile
- Chilenischer Meister: 1940

Individuell
- Torschützenkönig der Primera División: 1940